# Cocaïne
Pour les articles homonymes, voir Cocaïne (homonymie) et Cocaine.
Pour la drogue de fiction, voir Popaïne.
La cocaïne est un alcaloïde tropanique extrait de la feuille de coca. Célèbre psychotrope, elle est un très puissant stimulant du système nerveux central, et sa consommation est extrêmement addictive. Elle constitue également un vasoconstricteur périphérique. Elle est classée comme stupéfiant par la convention unique sur les stupéfiants de 1961 de l'ONU. Sa possession, son trafic et sa vente sont réglementés dans tous les pays. Cependant, certains ont dépénalisé – voire légalisé – sa possession pour un usage personnel, comme en République tchèque, au Portugal ou en Colombie. D'autres pays ultra-restrictifs peuvent appliquer la peine de mort comme l'Arabie Saoudite ou les Émirats Arabes Unis.
Contrairement à l'héroïne, il n'existe pas encore de traitement de substitution. Un vaccin anti-cocaïne a été testé avec succès chez l'animal et chez l'homme, sans effets indésirables graves. Il semble être un traitement porteur d'espoir contre l'addiction à ce produit, sous réserve que des études faites à plus grande échelle confirment son innocuité,.
La cocaïne est présente en quantité infime dans le maté de coca, boisson traditionnelle de la civilisation andine ainsi que de manière un peu plus importante dans la feuille de coca, mâchée également dans la cordillère des Andes. La feuille de coca joue alors le même rôle social et culturel que le café ou le thé dans d'autres cultures. Elle a de plus une utilisation rituelle et médicinale. La culture de la coca, son usage traditionnel, déjà communs sous l'empire Inca, ainsi que la commercialisation de feuilles de coca (et non de cocaïne extraite sous forme de poudre) sont ainsi légaux au Pérou et en Bolivie.

## Histoire

### Des Andes à l'Occident

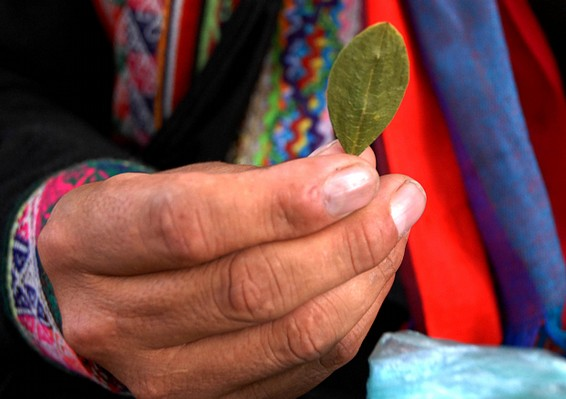
Une feuille de coca en Bolivie.

La feuille de coca est utilisée, de manière empirique, de très longue date par les indigènes des Andes. Des analyses toxicologiques pratiquées sur les cheveux de momies précolombiennes ont ainsi pu caractériser la présence de la cocaïne et de ses métabolites (la présence de métabolites démontre que la cocaïne a bien été consommée par l'individu de son vivant, et qu'il ne s'agit pas d'une contamination externe du cheveu). La feuille de coca est mâchée ou utilisée en infusion pour les aider à résister à la fatigue et à l'altitude. Sous cette forme, la coca a un léger effet stimulant, comparable à celui de la caféine. Une feuille de coca peut contenir, selon l'espèce de la plante, entre 0,2 % et 1,3 % d'alcaloïdes (qui sont au nombre de 14), et dont 80 % sont représentés par la cocaïne.
Des traces ont été découvertes en 1992 sur des momies égyptiennes, cependant la quantité était à la limite technique de détection et on ne peut expliquer comment une telle substance aurait pu être présente en Égypte au cours de l'Antiquité, alors qu'une contamination à l'époque moderne est possible,. Des seuils ont par la suite été proposés pour différencier les résultats positifs et négatifs, les traces en question étant alors insuffisantes pour conclure à une présence de la substance.
Des feuilles de coca pourraient avoir été consommées en Europe dès le XVIIe siècle, comme le suggère la détection de cocaïne dans les restes momifiés de deux individus retrouvés dans une crypte milanaise utilisée comme tombeau commun dans les années 1600.
Un spécimen de feuille de coca a été rapporté en Europe par Joseph de Jussieu en 1750.
En 1855, le chimiste allemand Friedrich Gaedcke (en) obtient des cristaux en réduisant des feuilles de coca, il nomme cette substance « érythroxyline ».
En 1859, le voyageur Carl Scherzer rapporte à Vienne des feuilles de coca, à la demande du chimiste allemand Friedrich Wöhler qui en confie l’étude à un de ses élèves autrichiens, Albert Niemann. Dès l’année suivante, Niemann isole le principe actif des feuilles de coca et il en décrit l’action anesthésique. Il meurt peu après et c’est un de ses collègues, Wilhelm Lossen (en), qui, en 1865, détermine la formule brute de la substance, prouvant qu'il s'agit bien d'un alcaloïde. Mais il faut attendre 1879 pour que le physiologiste Wassili von Anrep en établisse, sur un modèle animal, les propriétés psychotropes.
En 1884, la cocaïne est pour la première fois utilisée pour pratiquer des anesthésies locales en quelques minutes, par des dentistes notamment mais elle a par ailleurs aussi été utilisée tout au long du XIXe siècle dans le traitement des maladies respiratoires.
Entre la découverte de Niemann et la mise au point des premiers dérivés de synthèse, l'eucaïne de Georg Merling, lancée par Schering à Berlin en 1897, l'orthoforme et le néo-orthoforme d'Alfred Einhorn et sa nirvanine, produite en 1898 par les usines de colorants de Hoechst, la benzocaïne, peu soluble, synthétisée chez Eduard Ritsert à Eberbach en 1902, et enfin la stovaïne de Fourneau (1904) et la novocaïne d'Einhorn (1906), la cocaïne était pratiquement le seul anesthésique local dont disposaient les chirurgiens, après que Carl Koller découvrit son pouvoir anesthésiant en ophtalmologie, où elle est largement employée.
Sigmund Freud fait plusieurs expériences sur ses effets et en conseille l'utilisation, notamment comme aphrodisiaque, comme traitement des troubles gastriques, du mal de mer, de la neurasthénie ou des addictions à l'opium, à la morphine et à l'alcool, dans deux articles, en juillet 1884 et mars 1885, avant de la proscrire en 1887 dans l'article « Cocaïnomanie et cocaïnophobie ». Il l'a notamment prescrite pour essayer de soigner l'un de ses amis médecins, Ernst Fleischl von Marxow, de sa morphinomanie. Non seulement Fleischl continuera à prendre de la morphine, mais il développera une telle dépendance à la cocaïne qu'il sera contacté par le laboratoire Merck qui « avait remarqué son importante consommation de cocaïne et voulait apprendre ce qu'il savait au sujet de la valeur thérapeutique de ce remède ». Fleischl est mort six ans plus tard morphinomane et cocaïnomane.

### Drogue ou médicament

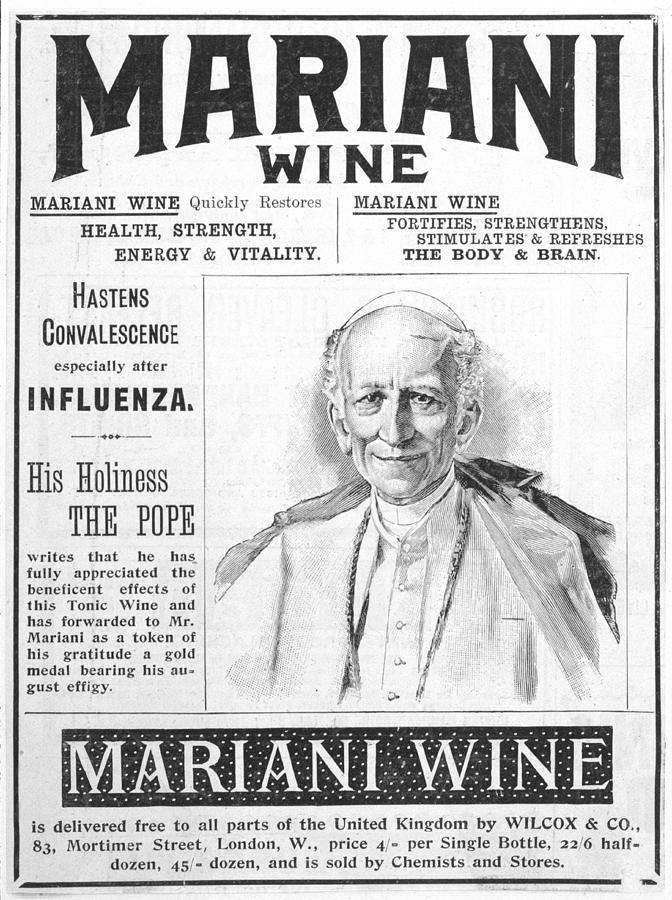
Publicité pour le vin Mariani.

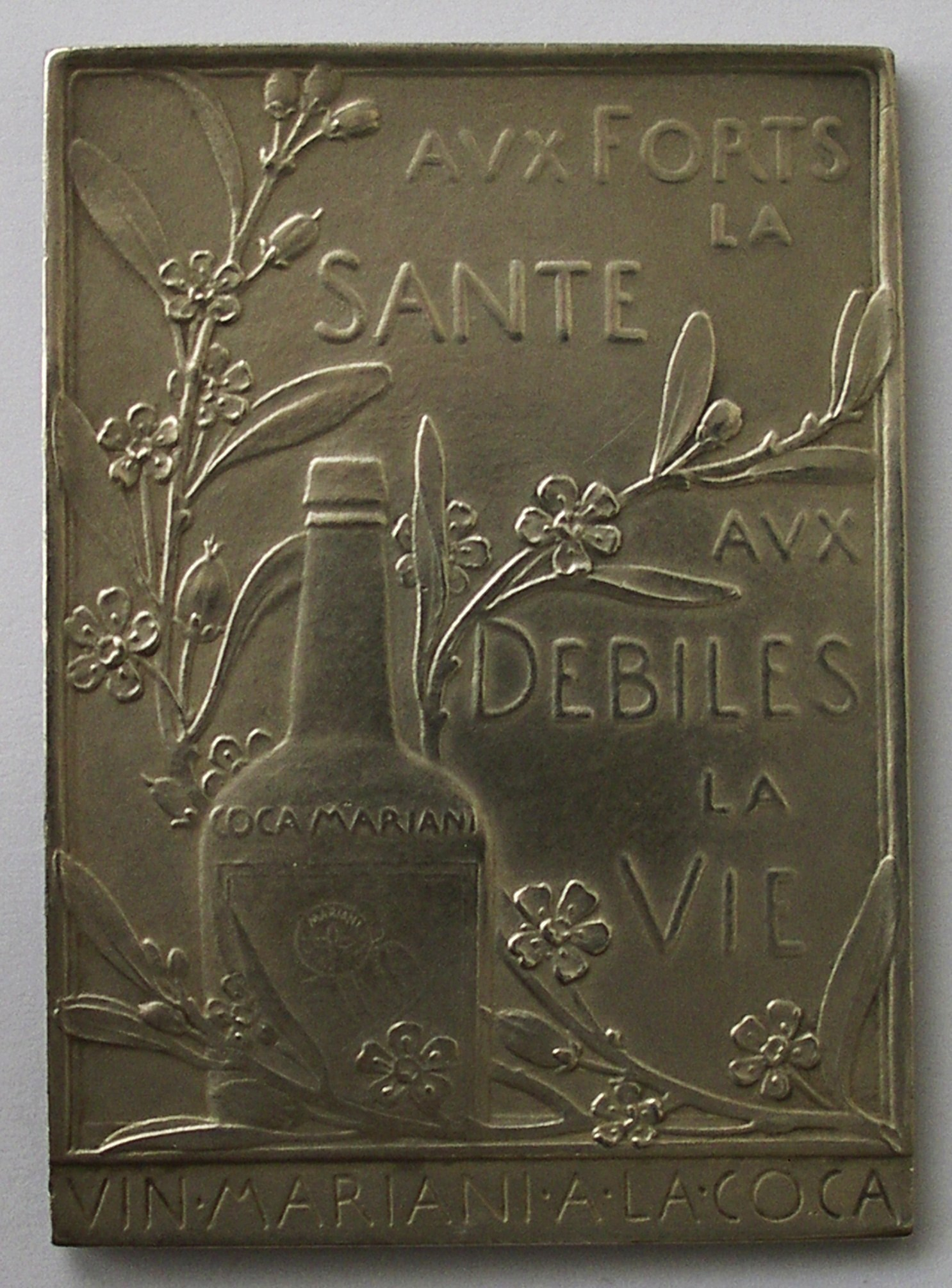
Médaille vantant les vertus du Coca Mariani par Oscar Roty.

L'ophtalmologue Carl Koller, qui a essayé la cocaïne sur les conseils de Freud, et le physiologiste Leopold Königstein mettent en application les observations faites sur le produit. Ils pratiquent avec succès une anesthésie locale en chirurgie humaine. Ils présentent leurs travaux à la Société des médecins de Vienne, le 17 octobre 1884 dans un contexte où l'anesthésie locale est inconnue, la cocaïne est alors présentée comme « miraculeuse ».

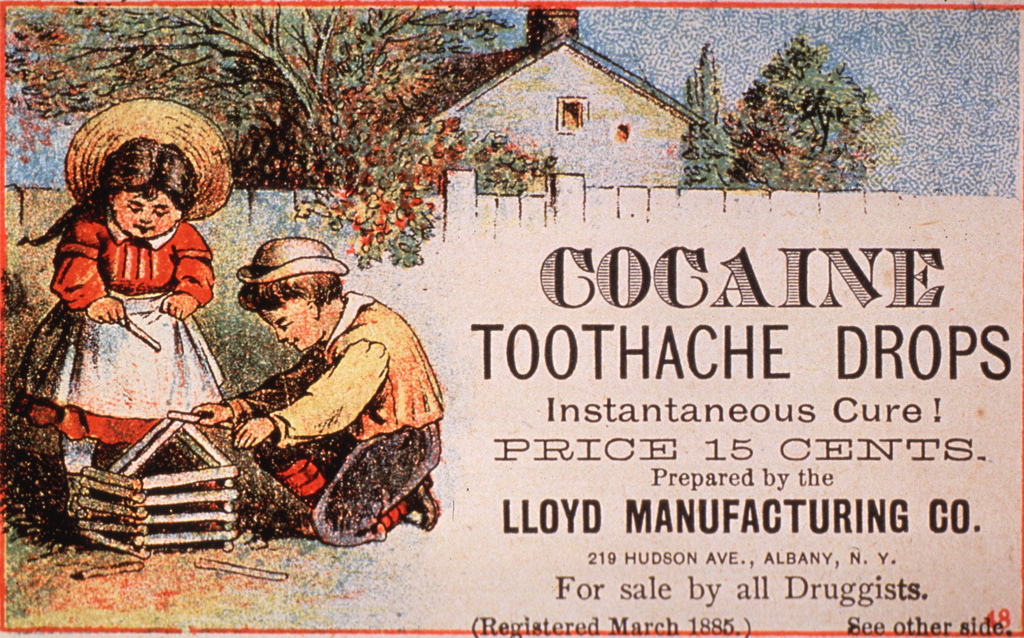
Publicité ancienne (ca. 1885-1895) pour une solution de cocaïne contre les douleurs dentaires.

À la fin du XIXe siècle, elle devient populaire et s'incorpore dans les cigares, cigarettes, chewing-gums et dans les boissons. Dès 1870, on voit apparaître la consommation populaire de vin dans lequel sont infusées préalablement des feuilles de coca. En 1871, le marché est dominé par une marque restée célèbre : le vin Mariani, du nom du pharmacien Angelo Mariani qui eut l'idée de commercialiser ce vin associé à un médecin, Charles Fauvel, ce qui lui confère une légitimité médicale (et autorise l'émission d'un brevet). Inventé en Corse en 1863, issu du mélange de vin de Bordeaux et d'extrait de coca, ce vin n’est qu’une des nombreuses productions de Mariani puisqu'en 1890, son officine du boulevard Haussmann à Paris, qui ne désemplit guère, propose des pastilles à la cocaïne, des infusions de cocaïer, du vin, un élixir, des toniques et ce, en vantant la coca et ses applications thérapeutiques. De nombreuses personnalités des arts, de la littérature et de la politique apportent leur appui au vin Mariani. Citons les plus prestigieuses : Thomas Edison, Jules Verne, Émile Zola, le prince de Galles, monseigneur Louis Duchesne et le pape Léon XIII. Quant au Coca-Cola, il est créé à l'origine (en 1886) pour satisfaire à la demande du marché américain pour une boisson populaire à base de cocaïne, mais ne donnant pas prise aux critiques des ligues de tempérance qui s'insurgent précisément contre les produits Mariani. En 1906, la proportion de cocaïne fut considérablement réduite (1/400e de grain par once de sirop), mais la cocaïne persista dans la composition de la boisson jusqu'en 1929.

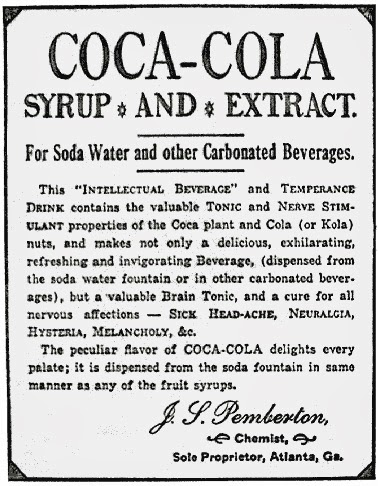
Publicité ancienne pour le Coca-Cola (1886).

Pourtant, dès 1885, la multiplication des cas de « cocaïnisme » commence à être dénoncée par le psychiatre Albrecht Erlenmeyer et le toxicologue Louis Lewin, et elle émeut l'opinion publique allemande.
En 1914, les États américains ont réglementé l'usage et la distribution de cocaïne par l'adoption du Harrison Act, ce afin de réduire la criminalité pour en interdire peu à peu l'usage non médical. Au milieu du XXe siècle, elle n'est plus considérée comme un problème de santé publique.
Dès le début des années 1960, la consommation redevient préoccupante pour exploser à la fin des années 1970 faisant la fortune des cartels.
Plusieurs conventions se tiennent sous l'égide de l'ONU afin de la combattre. Ces conventions prohibent la production, le commerce, la détention et l'usage des drogues (excepté à des fins médicales) et ont directement influencé les législations des pays signataires. La convention unique sur les stupéfiants de 1961 porte principalement sur la coca, l'opium, le cannabis et leurs dérivés. La cocaïne sera progressivement interdite dans la plupart des pays à mesure qu'ils adaptent leur législation propre et classée comme stupéfiant.
Dans les pays occidentaux, durant une bonne partie des années 1980 et 1990, la cocaïne est associée aux classes aisées, notamment aux milieux de la politique, du cinéma et de la chanson qui la consomment dans un but de dopage. Mais l'augmentation exponentielle de sa production – malgré les différentes campagnes mondiales de lutte contre cette drogue – contribue à faire chuter les prix de revente à la dose et la cocaïne est consommée dans tous les milieux depuis le début des années 2000.

## Chimie

### Structure de base

Représentation tridimentionnelle de la molécule.

La cocaïne est un alcaloïde tropanique. Sous forme de chlorhydrate de cocaïne (sel résultant de la protonation de la fonction amine par l'acide chlorhydrique), elle est très soluble dans l'eau. Sous forme de base libre (huile de cocaïne non protonée), elle est cette fois-ci insoluble dans l'eau et très soluble dans les solvants organiques de type acétone ou éther diéthylique. Il est possible de passer de la base libre au sel chlorhydrate par bullage de chlorure d'hydrogène.

### Structure spatiale
L'étude de la structure spatiale de la molécule (stéréochimie) montre que la cocaïne possède quatre carbones asymétriques (centres stéréogènes) dont deux, C1 et C5, sont les atomes « tête de pont » du composé appelé « 8-azabicyclo[3.2.1]octane » et se trouvent de ce fait obligatoirement, pour des raisons de contraintes géométriques, dans la configuration (R, S). Ils peuvent néanmoins se présenter sous les deux formes (1R, 5S) et (1S, 5R) dans la cocaïne car ses substituants cassent la symétrie du bicycle ; les carbones C2 et C3 quant à eux peuvent donner chacun deux formes également. Il y a 24 = 16 formes moléculaires de la cocaïne, soit énantiomères, soit diastéréoisomères, mais la forme naturelle, extraite des feuilles de la plante nommée Erythroxylon coca, ne contient que la forme diastéréoisomère (1R, 2R, 3S, 5S).

## Pharmacologie

### Pharmacodynamie
La cocaïne, à l'instar des amphétamines et des cathinones, est un psychostimulant.
Ses effets stimulants et euphorisants sont attribués au fait qu'elle est inhibitrice non sélective des transporteurs NET (Norepinephrine transporter), DAT (dopamine transporter) et SERT (serotonin transporter) donc bloque la recapture de la dopamine et entraîne donc une augmentation de la concentration du neurotransmetteur dans diverses régions du cerveau notamment le nucleus accumbens. Elle bloque également la recapture de la noradrénaline, ce qui est responsable de ses effets sur le système cardio-vasculaire, et de la sérotonine.

### Pharmacocinétique
La cocaïne est métabolisée dans le foie. Elle est principalement hydrolysée en benzoylecgonine, réaction catalysée par les carboxylestérases.
En l'absence de l'alcool, 50 % de la dose ingérée est métabolisée en ester méthylique d'ecgonine (BChE/hCE-2), 40 % en benzoylecgonine (BChE/hCE-1) et 10 % en norcocaïne par le CYP3A4. Cette dernière est à son tour métabolisée en ester méthylique de norecgonine (BChE/hCE-1/2).
En présence d'éthanol, la cocaïne se transforme en cocaéthylène plus toxique (hCE-1), ce dernier est à son tour métabolisé en benzoylecgonine (hCE-1) et en ester éthylique d'ecgonine (hCE-2).
L'élimination de la cocaïne se fait essentiellement par voie urinaire, mais aussi par voie fécale et salivaire. 20 % de la dose ingérée est éliminée sous forme inchangée, tandis que 80 % sera éliminée sous forme de benzoate d’ecgonine et de méthylester ecgonine.

## Usage détourné et récréatif

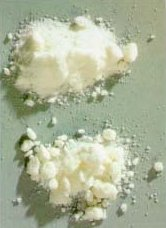
Cocaïne en poudre.

La cocaïne (ou chlorhydrate de cocaïne de son nom scientifique) se présente le plus souvent sous la forme d'une poudre blanche et floconneuse, plus rarement sous forme de cristaux. Celle qui alimente le trafic est rarement pure. Elle est la plupart du temps coupée – « allongée » – dans le but d'en augmenter le volume, avec des substances diverses telles que du bicarbonate de soude, du sucre, du lactose, du paracétamol, de la caféine ou des médicaments ou pesticides plus ou moins dangereux. Depuis 2003, on y trouve de plus en plus du lévamisole, un antiparasitaire qui développe des synergies dangereuses avec la cocaïne.
Ces produits de coupe sont susceptibles d'en accroître les dangers par une potentialisation des effets[Quoi ?] ou par une interaction entre deux produits. Le consommateur n'a aucune information quant à la pureté du produit, ce qui peut entraîner des surdoses si la drogue est moins coupée que ce que croyait le consommateur.
Sa saveur est amère et provoque une sensation d'engourdissement sur la langue quand on la goûte.
La cocaïne est considérée comme le premier psychotrope illicite ayant donné lieu à un trafic organisé mettant en place les stéréotypes de ce type de marché soit le fournisseur (futur dealer) et la pratique du coupage. Elle est également utilisée à des fins de dopage.

### Habitudes de consommation

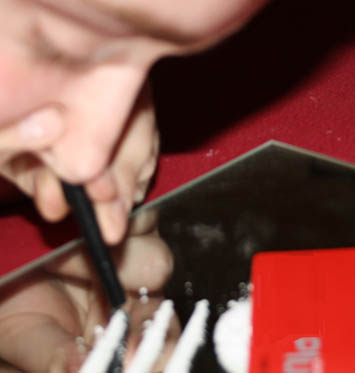
Homme sniffant de la cocaïne.

#### Usage le plus répandu
Prisée (ou « sniffée » en langage courant) : méthode consistant à inhaler la cocaïne sous forme de poudre, en général au moyen d'un petit tube appelé « paille ». La cocaïne est alors disposée en petits tas filiformes, appelés « traits », « barres », « rails », « lignes », « pointes », « poutres » ou « traces ». L'effet se fait ressentir après deux à quatre minutes et dure en moyenne entre un quart d'heure et une demi-heure – selon la quantité absorbée.

#### Usages moins courants
- « Free base » (en français « base libre ») : consommation de cocaïne sous la forme de cocaïne base, libérée de son sel et d'impuretés. Elle est obtenue en faisant chauffer un mélange d'eau et de chlorhydrate de cocaïne (cocaïne en poudre ou en blocs agglutinés) avec de l'ammoniac ou du bicarbonate de soude. Les proportions sont en fonction du degré d'impureté du produit. Le but étant de faire chauffer jusqu'à l'apparition de cristaux ou de gouttes huileuses et d'éliminer les traces d'alcali (ammoniac) ou de bicarbonate ayant servi à sa préparation. Sous forme de sa base libre, elle est volatile et se fume dans une pipe spécifique, généralement dans une pipe à eau ou un équivalent fabriqué avec les moyens du bord (une cannette percée de petits trous recouverts de cendres de cigarette sur lesquelles sont posés les « cailloux » de free base). L'effet est immédiat et intense, provoquant à la fois une vague de chaleur et de plaisir que certains ont comparé à un orgasme.
- Crack : le crack est le même produit que la free base en moins pur - une partie du bicarbonate et d'autres substances restent mélangées à la cocaïne base. Les cristaux en résultant contiennent ces résidus, qui en se consumant « craquent », d'où le nom de crack.
- Fumée en joint. On ne peut fabriquer de joint avec de la cocaïne, basée ou pas ; en revanche, certains fumeurs (de tabac) mouillent de salive le papier de leur cigarette puis la font rouler sur de la poudre de cocaïne pour qu'un peu de poudre se colle et sèche. La cigarette sera ensuite fumée non pour son goût - assez désagréable à la différence de la cocaïne base ou du crack - mais pour un effet légèrement excitant.
- Par inhalation (aussi appelée « chasser le dragon ») : méthode consistant à inhaler les vapeurs de cocaïne, chauffée par le dessous sur une feuille d'aluminium. Cette méthode est plutôt utilisée pour une consommation d'héroïne, qui est plus souvent injectée.
- Injectée en intraveineuse : l'effet se fait sentir au bout de 2 ou 3 secondes et dure environ 20 minutes. Elle se rencontre généralement chez les polytoxicomanes[21].

#### Usages anecdotiques
Elle est parfois consommée avec de l'héroïne (speed-ball) afin de compenser les effets dépresseurs de l'héroïne par les effets stimulants de la cocaïne ou, à l'inverse, pour faciliter la « descente » suivant l'interruption de la consommation de cocaïne ou de crack. Avec de l'alcool, se forment de nouvelles molécules potentiellement quatre à cinq fois plus toxiques et rapides.
Elle est aussi consommée avec du dextrométhorphane afin d'atteindre un plateau 4 éveillé, provoquant des effets similaires à celui du K-Hole de la Kétamine mais en gardant un plein usage de son corps et avec une coordination motrice rétablie, mais la prise peut entraîner des lésions hépatiques irréversibles pouvant conduire à la mort.

### Effets et conséquences

Dans une enquête de 2011 auprès de 292 experts cliniques en Écosse, la cocaïne a été classée 5e à la fois pour le préjudice personnel et pour le préjudice causé à la société, sur 19 drogues récréatives courantes (voir aussi à ce sujet : Classification des psychotropes).

Chez la femme enceinte, la cocaïne traverse la barrière placentaire et expose l'embryon et le fœtus à des risques de retard de croissance, accidents vasculaires, malformation,. Le comportement maternel avant l'accouchement et parental ensuite peuvent également être affectés par la prise de cocaïne, au détriment de l'enfant.
Des effets dermatologiques sont parfois constatés chez les fumeurs, sur les mains notamment, plus graves voire très graves chez les consommateurs de cocaïne coupée au lévamisole.
La cocaïne endommage les muqueuses nasales et pulmonaires ce qui prédispose le cocaïnomane aux infections pulmonaires, et en particulier à la tuberculose qui est en forte recrudescence dans ce milieu.

#### Effets ressentis
L'usage de la cocaïne provoque :
- une « récompense » immédiate se traduisant par une sensation de bien-être et d'optimisme, les soucis devenant secondaires ;
- après une trop forte dose ou des doses répétées, la sensation d'avoir la gorge gonflée, anesthésie du nez et des dents ainsi qu'une difficulté à déglutir ;
- une forte euphorie[21] appelée « flash », suivie d'une apparente lucidité extrême ;
- un sentiment de puissance intellectuelle (illusion de tout comprendre et d'avoir une intelligence inconcevable) et physique (voire sexuelle) qui provoque une désinhibition[21] ;
- une indifférence à la douleur, à la fatigue et à la faim[21] ;
- baisse de la fatigue ;
- dans certains cas : hallucinations, délire.

Ces effets vont laisser place ensuite à ce qu'il est commun d'appeler « descente » : un état dépressif et à une anxiété que certains apaiseront par une prise d'héroïne ou de médicaments psychoactifs tels que antidépresseurs, anxiolytiques, calmants divers.

#### Effets à court terme
- augmentation du rythme cardiaque (tachycardie), voire troubles du rythme cardiaque[21]. Les douleurs thoraciques ne sont pas rares, pouvant aller jusqu'à un infarctus du myocarde. Elles sont dues à un effet vasoconstricteur sur les artères coronaires ainsi qu'à un effet thrombogène (facilitation de la formation de caillots)[39] ;
- augmentation de la pression sanguine (hypertension) et de la respiration[21] ;
- hyperthermie[21] ;
- crampes, tremblements, spasmes, épilepsie[21] ;
- saignements de nez, anosmie durant 48 heures en cas de prise par voie nasale.

La levée des inhibitions peut provoquer une perte de jugement entraînant parfois des actes inconsidérés, tels que la violence, des comportements très agressifs.

#### Effets à long terme
Consommée de façon régulière, la cocaïne peut provoquer :
- une contraction de la plupart des vaisseaux sanguins[21] : les tissus, insuffisamment irrigués, se nécrosent. C'est souvent le cas de la cloison nasale avec des lésions perforantes pouvant aller jusqu'à la nécrose des parois nasales chez les usagers prisant régulièrement la cocaïne ; cet effet peut être gravement renforcé quand la cocaïne est coupée avec du lévamisole (une agranulocytose[40] éventuellement accompagnée d'un purpura[41] qui touche souvent les oreilles et le visage, mais peut couvrir une grande partie du corps, et conduire à la gangrène). 
Les dents (molaires…) subissent également l'action corrosive de la cocaïne ;
- des troubles du rythme cardiaque pouvant entraîner des accidents cardiaques[21] ;
- des troubles de l'humeur : irritabilité, paranoïa, attaque de panique[42], psychose[43],[44], dépression[45],[21] ;
- troubles du système nerveux et psychiatriques[46] : panique, sentiments de persécution, actes violents, crises de paranoïa et hallucinations ;
- une augmentation de l'activité psychique[21] : des insomnies, des amnésies, des difficultés de concentration, tics, etc. ;
- une dépendance psychique rapide et forte[21]. On estime que 20 % des usagers deviennent dépendants[20]. La dépendance à la cocaïne est parfois réversible mais même après un arrêt complet de consommation, il faut attendre de 12 à 18 mois sans rechute pour être considéré comme « guéri »[47].

La tolérance ne concerne que certains des effets, notamment l'euphorie, et est fortement liée aux sensibilités individuelles.
Le syndrome de sevrage n'a été officialisé qu'en 1987 et ses manifestations physiques ne sont pas toujours observables.
La consommation abusive de cocaïne entraîne des dégâts irréversibles au cerveau, et parfois la démence. Lorsqu'elle est fumée, sous forme de base ou de crack, les effets destructeurs sur les synapses sont considérables, au point qu'un fumeur habituel de crack devient rapidement atteint de troubles mentaux irréversibles[réf. souhaitée].

#### Risques et prévention
Le partage du matériel pour consommation « en rail » favorise les transmissions virales (hépatite B, hépatite C et sida) par le partage de pailles. Le risque est majoré dans le cas de partage de seringues ou d'aiguilles déjà utilisées dans le cas d'une absorption par injection.
La consommation de cocaïne en même temps que d'autres substances stimulantes ou psychotropes favorise le risque de coma.
La consommation de cocaïne pendant la grossesse expose à des malformations du fœtus et à des troubles du comportement du nouveau-né.
La concentration en cocaïne pure dans le produit final trouvé dans le contexte d'une commercialisation illégale varie en fonction des procédés de fabrication. À doses équivalentes, les concentrations peuvent être différentes. Cela provoque le risque d'une méconnaissance de la quantité réellement absorbée et d'overdose en cas de surconcentration.
La cocaïne peut être « coupée » avec différentes substances, la plupart du temps des substances en poudre blanche (par exemple du plâtre ou encore des médicaments effervescents écrasés) qui présentent un risque d'infection ou d'inflammation des muqueuses nasales lors de sniff ou d'intoxications lors d'injection.
La cocaïne une fois « basée » résulte en un liquide et des cristaux. Un mauvais filtrage du liquide injecté augmente le risque d'envoyer une des particules dans la circulation sanguine et d'obstruer les vaisseaux sanguins et de conduire à l'embolie de certains organes.

#### Décès lié à la cocaïne
Les cas de décès imputés à la cocaïne sont dus à :
- un état de santé incompatible avec la prise de cocaïne (antécédent de problèmes cardiaques, hypertension, insuffisance respiratoire, asthme, épilepsie, problèmes hépatiques ou rénaux, diabète) ;
- un dosage trop élevé, dit « overdose » ; la dose létale est estimée à 1,2 gramme sauf dans les rares cas d'allergie. Le risque est varié car des cas d'infarctus ont été détectés avec 0,2 gramme mais les gros consommateurs peuvent tolérer jusqu'à 5 grammes par jour[51];
- aux maladies induites (infarctus du myocarde massif, AVC).

##### Fiction
- La cocaïne est utilisée comme poison dans le roman d'Agatha Christie La Maison du péril (1932)[52].

### Traitements de la cocaïnomanie
Les principaux traitements utilisés contre la cocaïnomanie sont la N-acétylcystéine, le topiramate, le modafinil, l'aripiprazole, le vaccin anticocaïne. Depuis quelques années, et sans que l'efficacité d'un tel usage soit suffisamment étayée, le baclofène, myorelaxant d'action centrale, est employé.
La stimulation magnétique transcrânienne (ou « TMS » pour Transcranial magnetic stimulation) est une « méthode non invasive » (déjà autorisée contre la dépression aux États-Unis) qui consiste à délivrer au cerveau un courant électrique via une bobine électrique placée tenue près du cuir chevelu. Les circuits cérébraux induisant ou maintenant la dépendance à la cocaïne (circuit de la récompense qui s'active fortement quand une photo de cocaïne est présentée au cocaïnomane) pourraient être alors outrepassés permettant au patient de contrôler ses impulsions plus normalement ; cette thérapie a déjà été utilisée en Italie sur des centaines d'usagers de la cocaïne, mais sans tests en double-aveugle. En 2017 elle est officiellement testée contre la cocaïnomanie aux États-Unis, via des essais cliniques (à ce jour parmi les principales dépendances, la cocaïne est la seule pour laquelle aucune thérapie n'a été approuvée par la Food and Drug Administration).

### Statistique

#### Évaluation de la consommation
En 2000, il est estimé que 14 millions de personnes consomment de la cocaïne. Selon le rapport de l'OICS du 1er mars 2006, la cocaïne arrive au deuxième rang des drogues dont l'usage est le plus répandu en Amérique du Nord. Il est estimé que les États-Unis comptent à eux seuls 2,3 millions d'usagers. Il est cependant signalé une baisse de 70 % de la consommation de cocaïne dans ce dernier pays entre 1985 et 1999 et une nouvelle baisse d'un quart au cours des années 2000[réf. nécessaire]. À l'opposé, le nombre de consommateurs de cocaïne a augmenté en Europe, passant de 2 millions en 1998, à 4,1 millions en 2008.
En France, en 2010, on estime à 400 000 le nombre de personnes consommant de la cocaïne. Environ 1,5 million de personnes en auraient déjà pris au moins une fois au cours de leur vie. En 2022, les estimations parlent de 600 000 usagers réguliers, selon l’Observatoire français des drogues et des tendances addictives, et en 2023, le nombre d'usagers a quasiment doublé : cette fois, 1,1 million de Français déclarent avoir pris de la cocaïne au moins une fois dans l'année. Cette hausse de la consommation serait due à une plus grande disponibilité en raison d'une hausse de la production mondiale, à une moindre perception de sa dangerosité, et à une consommation en milieu professionnel pour mieux supporter la pénibilité et les cadences intensives.

#### Évaluation de la production
De 900 à 1 000 tonnes de cocaïne sont produites chaque année.
La Colombie a été longtemps le premier pays producteur de cocaïne, totalisant à elle-seule 776 tonnes par an (données 2005[réf. nécessaire]), mais en 2009, les statistiques de l'ONU indiquent que le Pérou produit 45,4 % de toute la cocaïne produite dans le monde, suivi par la Colombie avec 39,3 % et de la Bolivie avec 15,3 % du total. La Colombie retrouve ensuite sa première place. Les États-Unis, plus grands consommateurs mondiaux de cocaïne, importent 95 % de la cocaïne colombienne.
La production de cocaïne dans le monde augmente de 25 % de 2016 à 2017. La Colombie est à l'origine de 70 % de la production mondiale.

#### Évaluation du trafic
La cocaïne est essentiellement produite en Amérique du Sud et notamment en Colombie, Bolivie et Pérou, où le narcotrafic joue un rôle géopolitique important, mais le marché est largement mondial et notamment transatlantique.
Fin 2008, le marché européen était estimé à 34 milliards de dollars et le marché américain estimé à 37 milliards de dollars.
En 2004, plus de 64 000 saisies, soit 74 t de cocaïne, ont été effectuées sur le territoire de l’Union européenne. L’Espagne a effectué la moitié des saisies en nombre et en volume.
Selon un rapport de l'Office central pour la répression du trafic illicite des stupéfiants (OCRTIS) du 18 octobre 2006, les saisies en France de cocaïne de 2005 (5 tonnes) sont en progression de 16 % par rapport à 2004, qui constituait déjà un record.
Le marché américain reçoit alors 600 des 900 à 1 000 tonnes produites chaque année.
En Europe, en 2005, le coût de la cocaïne est d'environ 26 000 à 28 000 euros le kilogramme (soit 26 à 28 euros le gramme).

### Termes dérivés

#### Cocaïnomanie
Ce terme est composé de cocaïne et de manie, du grec mania pour « folie, passion ». Il désigne une consommation régulière et non contrôlée de cocaïne, amenant un état de dépendance, soit une toxicomanie.

#### Cocaïnomane
Ce terme dérivé du précédent, désigne les personnes atteintes de cocaïnomanie.

#### Cocaïnisme
Ce terme désigne une intoxication chronique à la cocaïne.

## Extension

### États-Unis
Une étude publiée en août 2009 aux États-Unis démontre que 90 % des billets de banque en circulation dans les villes américaines contiennent des traces de cocaïne.

### France
Restée longtemps la drogue des nantis et du « showbiz », la cocaïne se répand chez les employés et au sein de secteurs professionnels plus traditionnels, comme le BTP, la restauration ou le commerce, à titre de stimulant. La cause de cette extension est la baisse des coûts et l'augmentation des entrées de cocaïne en France. Ainsi, de 1997 à 2007, le coût de la cocaïne pour le consommateur a chuté de moitié. Il est passé de 120 euros (800 francs) à 60 euros par gramme de cocaïne.
L'évolution du profil des consommateurs a fait changer le public des victimes de surdoses qui sont plus rarement des marginaux et fréquemment des jeunes actifs. Le trafic lui-même a muté vers des livraisons à domicile commandées par téléphone,,.
Le Code du travail interdit les prélèvements urinaire ou sanguin en entreprise[réf. nécessaire] pour détecter d'éventuelles traces de drogues, en dehors des postes dits de sécurité (employés du nucléaire par exemple). Toutefois, un contrôle est tout à fait légal sur la route[réf. souhaitée].

### Maroc
Au nord et à l'ouest du continent africain, le Maroc est dans les années 2010 une plaque tournante du marché international,.

### Paraguay
Selon l'Observatoire des Nations unies, 90% des stupéfiants sont transportés en quantités énormes dans des conteneurs, dont 2% seulement de ces cargaisons sont interceptées. La drogue est livrée via la rivière[Laquelle ?]. La cocaïne colombienne a été découverte en Australie, aux Émirats arabes unis et en Europe, selon les recherches de traçage des drogues. En raison de la demande internationale accrue, le Paraguay devient de plus en plus riche en cocaïne, qui est manipulé par des entités transnationales telles que le  PCC[pas clair] par le biais du canal[Lequel ?].

### La cocaïne et l'économie mondiale
Au cœur des marchés financiers tels que Wall Street ou La City, la consommation de cocaïne chez les traders n'a cessé d'augmenter ces dernières années[Quand ?]. Une des causes de cette consommation est le stress et le rythme soutenu de leur travail. L'anxiété supplémentaire engendrée par la crise financière de 2008 n'a fait qu'aggraver la situation. Désinhibés par cette drogue (rappelons que la cocaïne donne une illusion de puissance intellectuelle), ils peuvent être amenés à réaliser des investissements très spéculatifs pouvant mettre en danger les fonds de tiers, voire nuire à l'intérêt général. Certains accusent même cette addiction massive d'être responsable de la crise économique de 2008.

### Personnalités décédées à cause de la cocaïne
- Jacques d'Adelswärd-Fersen, auteur français (cocaïne et alcool)
- Abraham Ángel, artiste mexicain
- Bam Bam Bigelow, catcheur américain (cocaïne et autres drogues et médicaments)
- Len Bias, joueur de basket-ball américain
- Tommy Bolin, musicien américain (cocaïne, héroïne, barbituriques, alcool)
- Christopher Bowman, patineur américain (cocaïne, diazépam, cannabis, alcool)
- Chorão, musicien brésilien
- Ted Demme, réalisateur américain
- Justin Townes Earle, musicien américain
- John Entwistle, bassiste des The Who, est mort d'une overdose de cocaïne[80],[81] dans sa chambre d'hôtel (Le Hard Rock Hotel and Casino) le 27 juin 2002 au soir à Las Vegas[80] à 57 ans.
- Rainer Werner Fassbinder, cinéaste allemand meurt le 10 juin 1982 à Munich à 37 ans[réf. nécessaire].
- Brenda Fassie, chanteuse sud-africaine
- José Fernández, joueur de baseball cubain (cocaïne et alcool)
- Trevor Goddard, acteur britannique (cocaïne, héroïne, témazépam, vicodin)
- Katy French, mannequin irlandais (cocaïne et alcool)
- Bobby Hatfield, chanteur américain, membre des Righteous Brothers
- Curt Hennig, catcheur américain
- Shannon Hoon, chanteur américain, membre de Blind Melon
- Jóhann Jóhannsson, musicien islandais
- David Anthony Kennedy, fils de Robert F. Kennedy (cocaïne, péthidine et thioridazine)
- Mac Miller, rappeur américain (cocaïne, fentanyl et alcool)
- Ol' Dirty Bastard, rappeur américain (cocaïne et tramadol)
- Marco Pantani[82],[83] en février 2004 à 34 ans.
- Jay Reatard, musicien américain (cocaïne et alcool)
- Elis Regina, chanteuse populaire brésilienne est morte d'une overdose due à une interaction entre cocaïne, alcool et témazépam à São Paulo le 19 janvier 1982 à 36 ans[réf. souhaitée].
- David Ruffin, chanteur américain
- Don Simpson, producteur américain (cocaïne et médicaments)
- Georg Trakl, poète autrichien
- Ike Turner, musicien américain

Décès attribuables au speedball (cocaïne consommée en combinaison avec de l'héroïne ou de la morphine) :
- Jean-Michel Basquiat, artiste
- John Belushi, acteur
- Ken Caminiti, joueur de hockey sur glace
- Chris Farley, acteur
- Trevor Goddard
- Mitch Hedberg, humoriste
- Philip Seymour Hoffman, acteur
- Sebastian Horsley
- Chris Kelly
- Brent Mydland
- River Phoenix, acteur
- DJ Rashad
- Eric Show
- Judee Sill
- Layne Staley
- Joey Stefano